# Аварийный распределительный щит
Аварийный распределительный щит — электрический щит, на который, в случае выхода из строя основной системы снабжения электроэнергией, питание подается непосредственно от аварийного источника электроэнергии посредством устройства автоматического включения резерва и предназначен для распределения электрической энергии к аварийным устройствам и системам, в частности, к системе аварийного освещения, пожарной сигнализации, газотушения и т.д.
Аварийный распределительный щит, или, по-другому, шкаф автоматического управления электроагрегатами выполняет следующие функции:
- управление автономными ДГА - дизель-генераторным агрегатом, работающими постоянно  или в режиме резерва
- отслеживание текущих параметров и фиксирование состояний
- защита ДГА путём останова с сигнализацией в аварийных ситуациях
- автоматическое переключение нагрузки от сети на генератор ДГА и обратно.

Аварийный распределительный щит состоит из:
1. Блока логики - панель управления на основе контроллеров.
2. Автомат включения резерва (АВР) на основе контакторов.

## Официальное толкование

### Правовые акты РФ
П.1 правила 3 гл. II-1 Консолидированный текст Конвенции СОЛАС — 74 (Лондон, 1.11.1974 г).